# Abbaye des Dunes
Pour les articles homonymes, voir Abbaye Notre-Dame et Notre-Dame des Dunes.
L'abbaye des Dunes (ou abbaye Notre-Dame-des-Dunes) est une abbaye ayant existé entre 1127 et 1796.
Il s'agit d'abord d'un ermitage établi au milieu des dunes, à Coxyde, en Belgique, en 1107. Au XIIe siècle, l'ermitage est élevé au rang d'abbaye, s'adjoint une chapelle et des bâtiments plus solides, puis est affilié à l’ordre de Cîteaux.
L'abbaye eut un grand prestige au XIIIe siècle, mais des crises financières, des inondations, les guerres, le relâchement de la discipline et la diminution des vocations provoquèrent son déclin. La communauté s'est réduite et n'a pu empêcher l’envahissement progressif des bâtiments par le sable.
Au XVIe siècle, les iconoclastes calvinistes puis les Gueux de mer vandalisent l'abbaye, qui est finalement incendiée et les moines dispersés. Début XVIIe siècle, l’abbé mettra en chantier la construction d’un nouveau monastère, puis son successeur décide du transfert de l’abbaye à Bruges. Le traité de Münster qui reconnait l’indépendance des Pays-Bas septentrionaux porte un coup dur à l’abbaye qui perd un grand nombre de possessions en Zélande et voit ses dettes s’accumuler.
L'abbaye est supprimée en 1796 par l’autorité révolutionnaire française, ses biens confisqués, et les moines sont expulsés. En 1833, après avoir servi comme école centrale du département de la Lys, lycée impérial puis hôpital militaire, les bâtiments de l’abbaye des Dunes à Bruges sont occupés par le Grand séminaire du diocèse de Bruges.
En 1949, les vestiges de l'abbaye de Coxyde ont été exhumés, et l'ancien domaine abbatial forme aujourd'hui un musée en plein air réunissant les ruines recouvrées.

## Origine
En 1107, Ligier ou Léger, et ses disciples, installent un ermitage  comportant quelques huttes et une petite chapelle dans une région peu habitée de la Flandre-Occidentale. Selon Émile Poumon, un monastère bénédictin présent à cet endroit est élevé au rang d'abbaye par l’évêque Jean Ier de Warneton dès 1122, sous le nom de Sainte-Marie-des-Dunes.
En 1127, l’abbé Foulques, successeur de Ligier, construit une chapelle et des bâtiments plus solides. En 1138, le même Foulques demande l’affiliation à l’ordre de Cîteaux, fondé une vingtaine d’années auparavant : en effet, des pourparlers ont lieu à Ypres, avec le frère de saint Bernard, et le 31 mai de la même année, Foulques visite l’abbaye de Clairvaux, quatrième fille de Cîteaux, soumettant son monastère des Dunes à l’autorité de Bernard. 

### Développement rapide

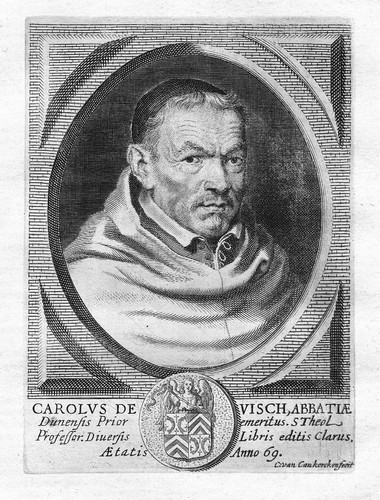
Charles de Visch, prieur des Dunes et historien.

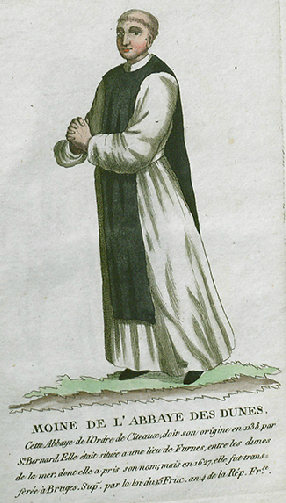
Moine de l'Abbaye des Dunes.

Foulques se démet de sa charge et un proche de Bernard, moine de Clairvaux, saint Robert de Bruges est nommé premier abbé de la nouvelle abbaye. Il est installé en avril 1139 par Bernard de Clairvaux venu faire la visite canonique du nouvel établissement en sa qualité d'abbé de Clairvaux (abbaye-mère), conformément à la charte fondamentale de l'ordre, la Carta Caritatis. En 1153, Robert de Bruges succède à Bernard comme abbé de Clairvaux. Albéron est élu à sa place, bientôt remplacé, en 1155, par Idesbald des Dunes futur saint Idesbald.
Sous l’abbatiat d’Idesbald l’abbaye se développe rapidement et acquiert un grand prestige, autant pour la piété de ses moines (saint Idesbald et dom Bernard Campmans, par exemple) que pour leur érudition (Gilles de Roya, Charles de Visch et Adrien de But, par exemple). Le ménologe de l’abbaye conserve le souvenir de la sainteté de moines et abbés de ces temps de pionniers.

### XIIIeauXVIesiècle
La construction de l’église abbatiale prend un temps considérable. Elle n'est inaugurée qu’en 1262. Elle était alors - avec une nef et sanctuaire s'étirant sur 115 mètres de long - une des plus grandes églises de Flandres. L'abbaye abrite alors plus de 300 moines. Sa population croît encore au point d'atteindre, à la fin du XIIIe siècle, le nombre de 181 moines de chœur et 350 convers. Les granges et fermes de l'abbaye couvraient alors un domaine d'environ 10 000 hectares, qui s'étendait de Dunkerque à l'embouchure de l'Escaut.
Des crises financières, des inondations, les guerres, le relâchement de la discipline et la diminution des vocations provoquèrent le déclin du monastère. L’abbaye ne fut pas épargnée par la guerre de Cent Ans qui atteignit sporadiquement la Flandre. S'ouvre alors une période d'instabilité due notamment à la perte de plusieurs granges et des revenus associés. La situation est si mauvaise que, en 1453, les moines songent à quitter l’abbaye. La communauté est réduite et ne parvient plus à entreprendre les travaux nécessaires pour empêcher l’ensablement des bâtiments. La municipalité de Furnes refuse cependant de laisser partir ses moines. Vers 1550, seuls une vingtaine de moines vivent encore à l’abbaye.
Au XVIe siècle, les iconoclastes calvinistes puis les Gueux de mer vandalisent l'abbaye, qui est finalement incendiée et les moines dispersés. Début XVIIe siècle, l’abbé mettra en chantier la construction d’un nouveau monastère, puis son successeur décide du transfert de l’abbaye à Bruges. Le traité de Münster qui reconnait l’indépendance des Pays-Bas septentrionaux porte un coup dur à l’abbaye qui perd un grand nombre de possessions en Zélande et voit ses dettes s’accumuler.

### Fin de la première abbaye (à Coxyde)
Une première catastrophe survient en 1566 quand les iconoclastes vandalisent l’abbaye. Le mobilier est mis en pièces, la bibliothèque incendiée et les moines chassés de leur abbaye. Les moines sont à peine revenus que les calvinistes prennent le pouvoir dans plusieurs villes importantes des Pays-Bas méridionaux (1577), les Gueux de mer aggravant les détériorations en 1578. L’abbaye est finalement incendiée par des troupes calvinistes, et les moines dispersés.
Selon une légende colportée au XVIIe siècle, une étrange lueur s'élevait la nuit au-dessus des décombres de l'abbaye. Lorsqu'on fouilla le sol, on mit au jour le tombeau de Idesbald des Dunes, son 3e abbé, considéré comme perdu. L'apparition de la lumière fut interprétée comme une manifestation de Dieu pour rendre aux fidèles les restes du saint abbé.

## L’abbaye des Dunes à Bruges

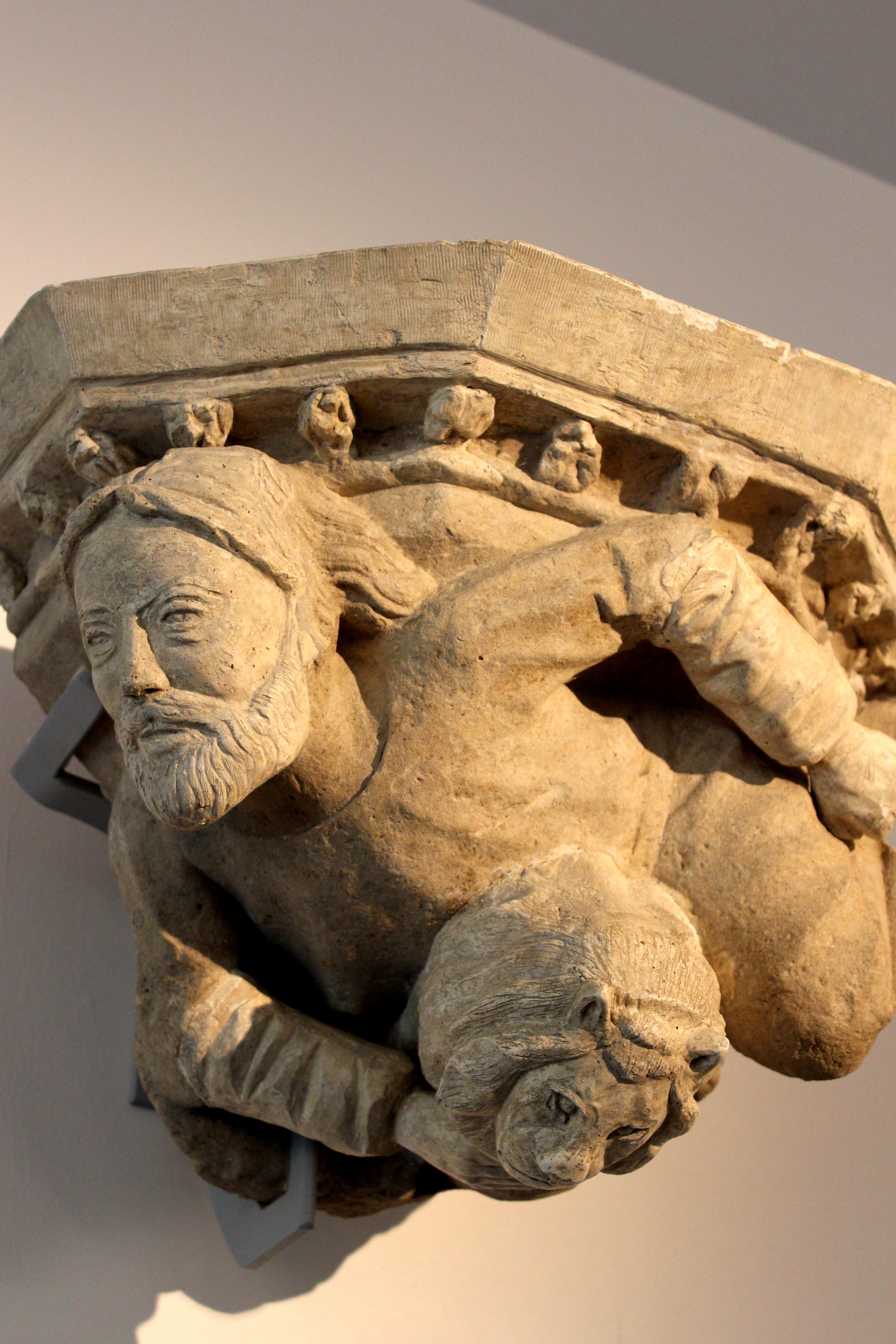
Vestige de l'abbaye (XIVe siècle) conservé au Musée de l'Abbaye.

En 1601, l’abbé Laurent van den Berghe installe ce qui reste de sa communauté dans une des fermes de l’abbaye, à Bogaerde, entre Furnes et La Panne, mettant en chantier la construction d’un nouveau monastère. L'architecte du relèvement est cependant l’abbé Bernard Campmans (1632-1642), qui décide du transfert de l’abbaye des Dunes à Bruges. Selon Émile Poumon, le transfert à Bruges s'effectue dès 1622, au quai de la Poterie.
L'abbaye occupe alors le refuge qu'y possédait l’abbaye de Ter Doest, abbaye-fille des Dunes. Pour marquer la continuité à l'établissement primitif, l’abbaye transférée à Bruges garde le nom de Notre-Dame des Dunes. La bibliothèque est reconstituée avec des livres venant des deux abbayes de Ter Doest et des Dunes. Le traité de Münster (1648) avec la reconnaissance de l’indépendance des Pays-Bas septentrionaux porte un coup dur à l’abbaye qui perd un grand nombre de fermes et possessions en Zélande. Les dettes s’accumulent et l’abbaye ne retrouvera plus la prospérité d'antant.

### Fin de la seconde abbaye
Le 15 novembre 1796 marque l’expulsion des moines de l'abbaye de Bruges. Bâtiments et biens sont confisqués et l'abbaye est supprimée. À cette date, elle ne compte plus que 18 moines, dont l’abbé Maur de Mol, et 5 frères convers. Les moines prêtres reçoivent des postes de curés ou d’aumônier. L’abbé meurt en Allemagne en 1799. Il semble que, en 1819, les 5 moines encore survivants firent ensemble une visite des ruines de leur ancienne abbaye. Le dernier survivant, Dom Nicolas de Roover, mourut à Bruges en 1833.

### XIXeetXXesiècles
À sa mort don Nicolas de Roover lègue au diocèse de Bruges ce qui était devenu sa propriété personnelle : les bâtiments de l’abbaye des Dunes à Bruges. Ce qui lui vaut d’y avoir son portrait en une place prééminente, avec l’inscription : « Don Nicolas de Roover, dernier religieux de l’abbaye des Dunes et bienfaiteur insigne du diocèse (de Bruges) ; décédé le 23 mars 1833 ».
Après avoir servi comme école centrale du département de la Lys (1798-1803), lycée impérial (1808-1814) et hôpital militaire, les bâtiments de l’abbaye des Dunes à Bruges sont occupés, à partir de 1833 par le Grand séminaire du diocèse de Bruges,. Le 1er octobre 1833 l’année académique s’ouvre avec 122 séminaristes. Le séminaire diocésain occupe les bâtiments de l’ancienne abbaye depuis cette date.

## Personnalités
- Robert de Bruges, premier abbé des Dunes
- Robert de Châtillon, (neveu de Saint-Bernard de Clairvaux) jusqu'en 1153, rappelé au Gouvernement de Clairvaux à cette date[4].
- Salomon de Gand, abbé entre 1226 et 1232[5].
- Thomas, abbé en 1273, en litige, tranché après arbitrage de tiers, avec la comtesse de Flandre Marguerite de Constantinople, à propos de la possession de terres[6].
- saint Idesbald des Dunes, troisième abbé des Dunes
- Charles de Visch (1596-1666), prieur des Dunes fut un historien de renom.

## Aujourd'hui

### Vestiges
Les vestiges de l'abbaye de Coxyde, délaissés, ont été recouverts par le sable poussé par les vents du large. En 1949, l'exhumation de ces ruines a été entreprise et, depuis lors, des souvenirs de l'abbaye comme des briques, des colonnettes, des bases de piliers, ont été retrouvés. Il a été possible de dater l'église (1250) détruite par les iconoclastes en 1638.
L'ancien domaine abbatial forme aujourd'hui un musée en plein air réunissant les ruines recouvrées. Des trouvailles de tous genres, faites sur les lieux mêmes, occupent les salles d'un conservatoire ou centre muséographique, construit en style traditionnel. À part les collections archéologiques et le parc des ruines, la commune de Coxyde montre la ferme Ten Bogaerde, ancienne dépendance de l'abbaye, et sa vaste grange. Par ailleurs, une chapelle moderne, au hameau de Saint-Idesbald, est dédiée à la mémoire du troisième abbé des Dunes, mort en l'abbaye.

### Produits dérivés
La St-Idesbald et la Ten Duinen, des bières d'abbaye reconnues, se référant à l'abbaye des Dunes sont produites par la brasserie Huyghe. Elles n'ont aucun lien avec l'abbaye historique.

## Patrimoine architectural et culturel
En définitive, les éléments suivants caractérisent l'ancienne abbaye des dunes :
- le grand cloître (daté 1628 env.) est orné de 29 peintures murales de la fin du XVIIe siècle ;
- l'église date de 1775 à 1778 ;
- treize grands portraits d'abbés sont conservés au réfectoire ;

Miniature de la crucifixion par Cornelia van Wulfschkercke, dans un missel destiné à l'abbaye des Dunes, Grootseminarie, Bruges, ms. 50/66.

- L'abbaye conservait des archives et une riche bibliothèque et nombre de manuscrits enluminés. Ils sont aujourd'hui conservés pour partie à la Bibliothèque du Grand Séminaire de Bruges et pour partie à la Bibliothèque publique de Bruges. La plupart ont été copiés à l'abbaye et présentent les caractéristiques de la production manuscrite cistercienne, marquée par la sobriété et l'austérité du décors voulues par Bernard de Clairvaux. Sandérus recensait 1 025 manuscrits en 1638 auxquels s'ajoutaient de nombreux imprimés. A la suppression de l'abbaye, la bibliothèque comptait plus de 12 000 volumes.
- Triptyque de Jacob van Oost le Vieux.